# Motore V16

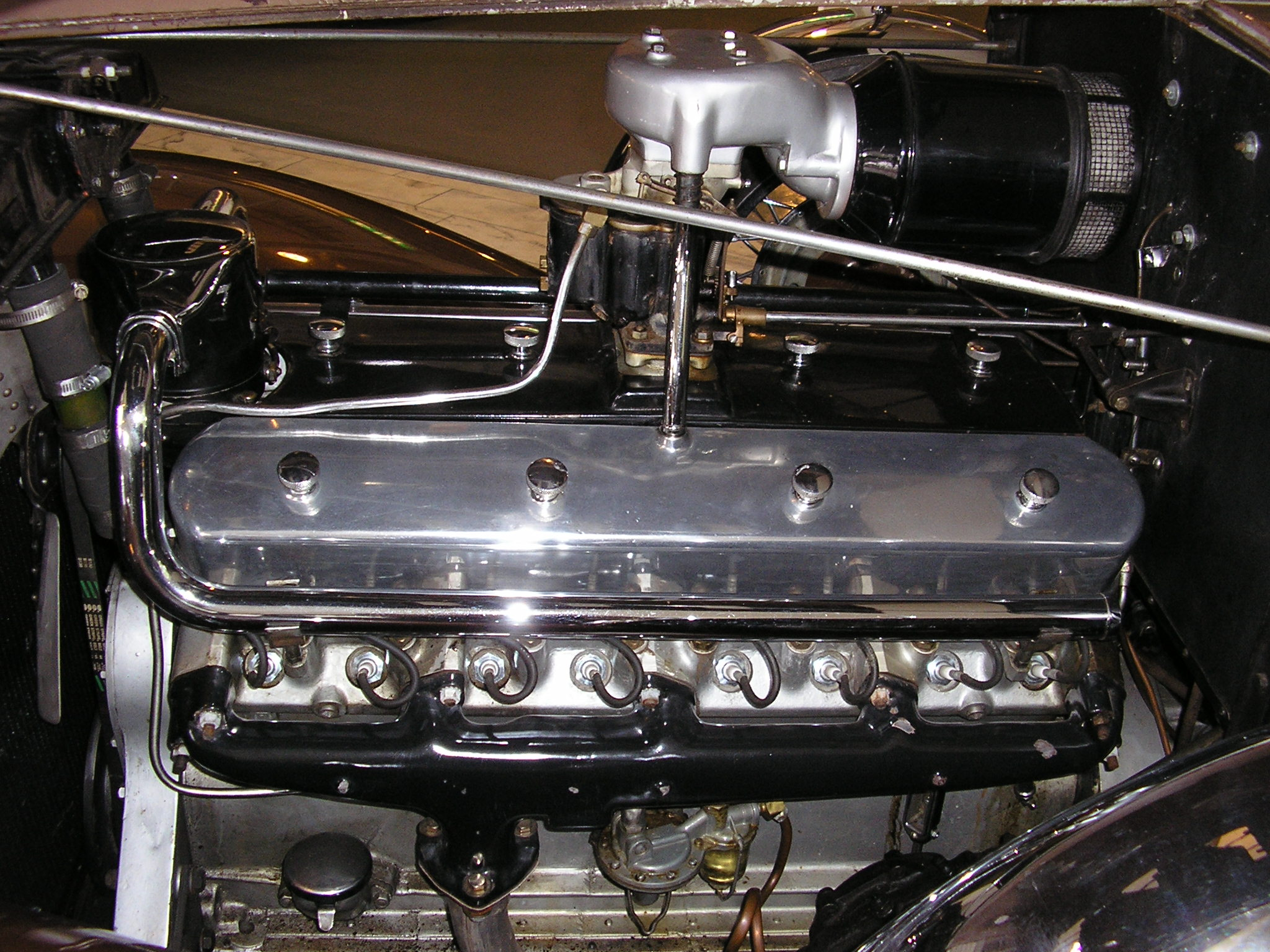
Motore automobilistico Marmon del 1933.

Un motore V16 è un motore a pistoni a sedici cilindri in cui due banchi di otto cilindri sono disposti in una configurazione a V attorno a un albero motore comune. I motori V16 sono meno comuni dei motori con meno cilindri, come i motori V8 e V12.
Il primo utilizzo di un motore V16 fu nell'aereo sperimentale Antoinette VII del 1910, seguito da diverse auto negli anni '30. Oggi, le applicazioni più comuni per i motori V16 sono locomotive ferroviarie, imbarcazioni marine e generatori di corrente fissi.

## Applicazioni automobilistiche

### Auto di produzione

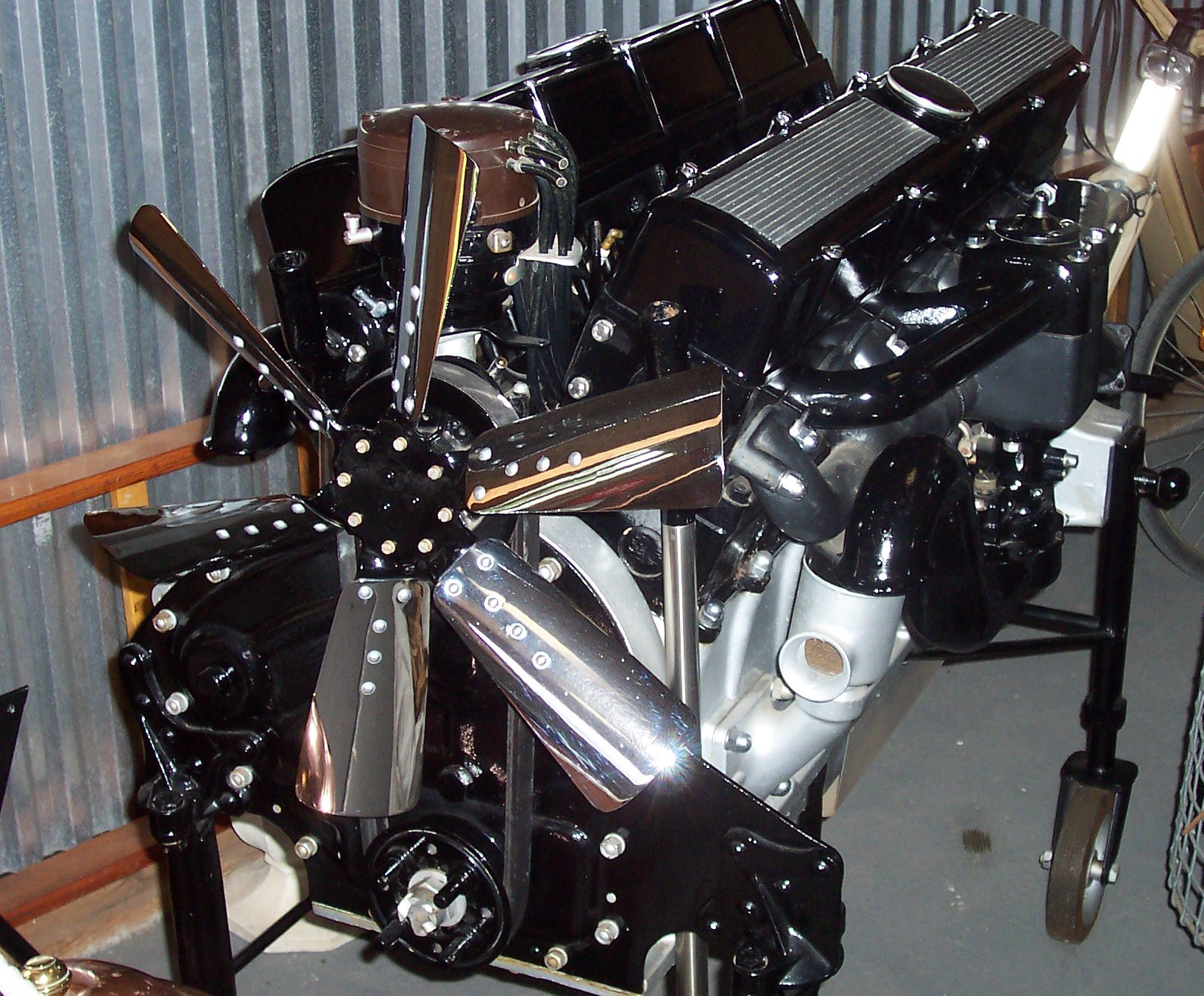
Motore Cadillac V16 dei primi anni '30

La prima vettura di serie a utilizzare un motore V16 è stata la Cadillac V-16, introdotta nel gennaio 1930. Il motore Cadillac V16 è stato inizialmente prodotto con una cilindrata di 7,4 litri, OHV e un angolo a V di 45 gradi. Per la Serie 90 del 1938, il motore è stato rimpicciolito a una cilindrata di 7062 cm3, una distribuzione a valvole laterali e un angolo a V di 135 gradi (quest'ultimo per ottenere un'altezza del camino inferiore). La versione Cuin 431 produceva la stessa potenza del suo immediato predecessore pur essendo molto meno complessa, aveva un albero motore più rigido che aiutava ad aumentarne la durata e migliorare la scorrevolezza, e aveva persino un filtro dell'olio esterno, una rarità per le auto vendute a quel tempo a qualsiasi prezzo.
La Marmon Motor Car Company ha effettivamente iniziato lo sviluppo di un motore V16 nel 1927 (prima della Cadillac), tuttavia il suo programma di sviluppo ha richiesto più tempo e il Marmon Sixteen è stato rilasciato nel 1931. Questo motore aveva un angolo a V di 45 gradi, utilizzava canne dei cilindri in acciaio stampato ed era costruito principalmente in alluminio. Solo 400 Marmon Sixteens furono prodotti tra il 1931 e il 1933.
Nel 1991 iniziò la produzione della Cizeta-Moroder V16T, dotata di un motore a 16 cilindri in una configurazione unica. Piuttosto che un layout V16 convenzionale, il motore era in realtà due motori V8 montati trasversalmente separati con ingranaggi tra i due che fornivano una singola uscita dal centro del gruppo motore alla trasmissione. Solo poche auto furono prodotte prima che l'azienda cessasse le attività.

### Automobili prototipo

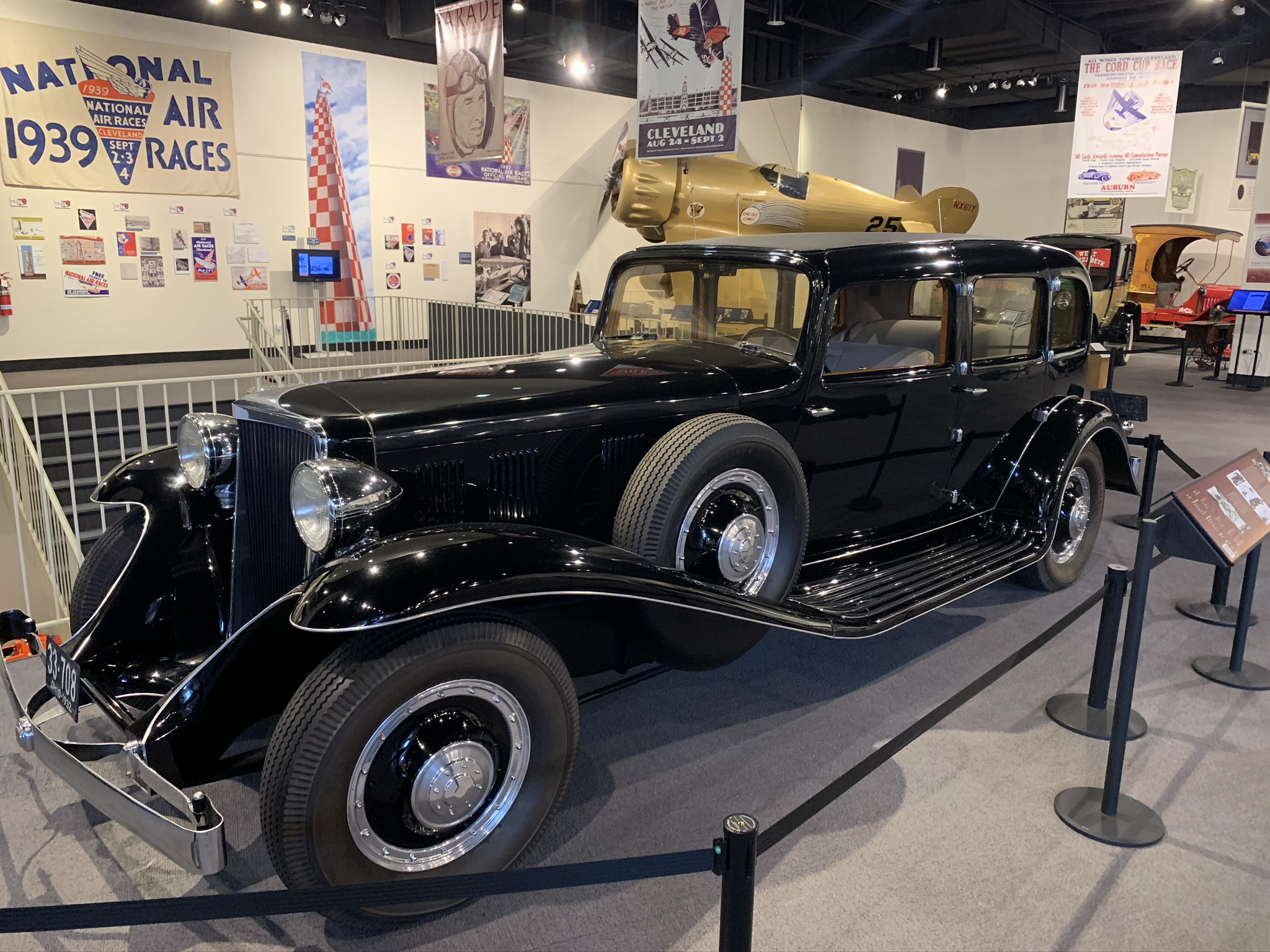
1932 Prototipo Peerless Sixteen

La Peerless Motor Company sviluppò un motore V16 all'inizio degli anni '30, tuttavia fu costruito un solo prototipo prima che tutta la produzione automobilistica cessasse e la società trasformasse la sua fabbrica in un birrificio dopo la fine del proibizionismo negli Stati Uniti .
Alla fine degli anni '80, è stato sviluppato il motore BMW Goldfish V16 da 6,7 litri , basato sull'allora nuovo motore V12 di BMW. I prototipi sono stati montati su una Serie 7 a passo lungo e poi, all'inizio degli anni '90, su una Bentley Mulsanne . Più o meno nello stesso periodo, Mercedes-Benz ha sviluppato un motore V16 da 8 litri per la limousine di classe S. Tra il 1988 e il 1990 furono costruiti circa 35 prototipi.
La concept car Cadillac Sixteen del 2003 è stata presentata con un motore V16 da 13,6 litri, che era basato sui motori V8 LS della General Motors. L'anno successivo, la concept car Rolls-Royce 100EX fu presentata con un motore V16 da 9 litri. L'auto rappresentata nel film Johnny English Reborn è alimentata da questo motore V16.
Il prototipo Devel Sixteen del 2017 utilizzava motore V16 quad-turbo da 12,3 litri.

### Macchine da corsa

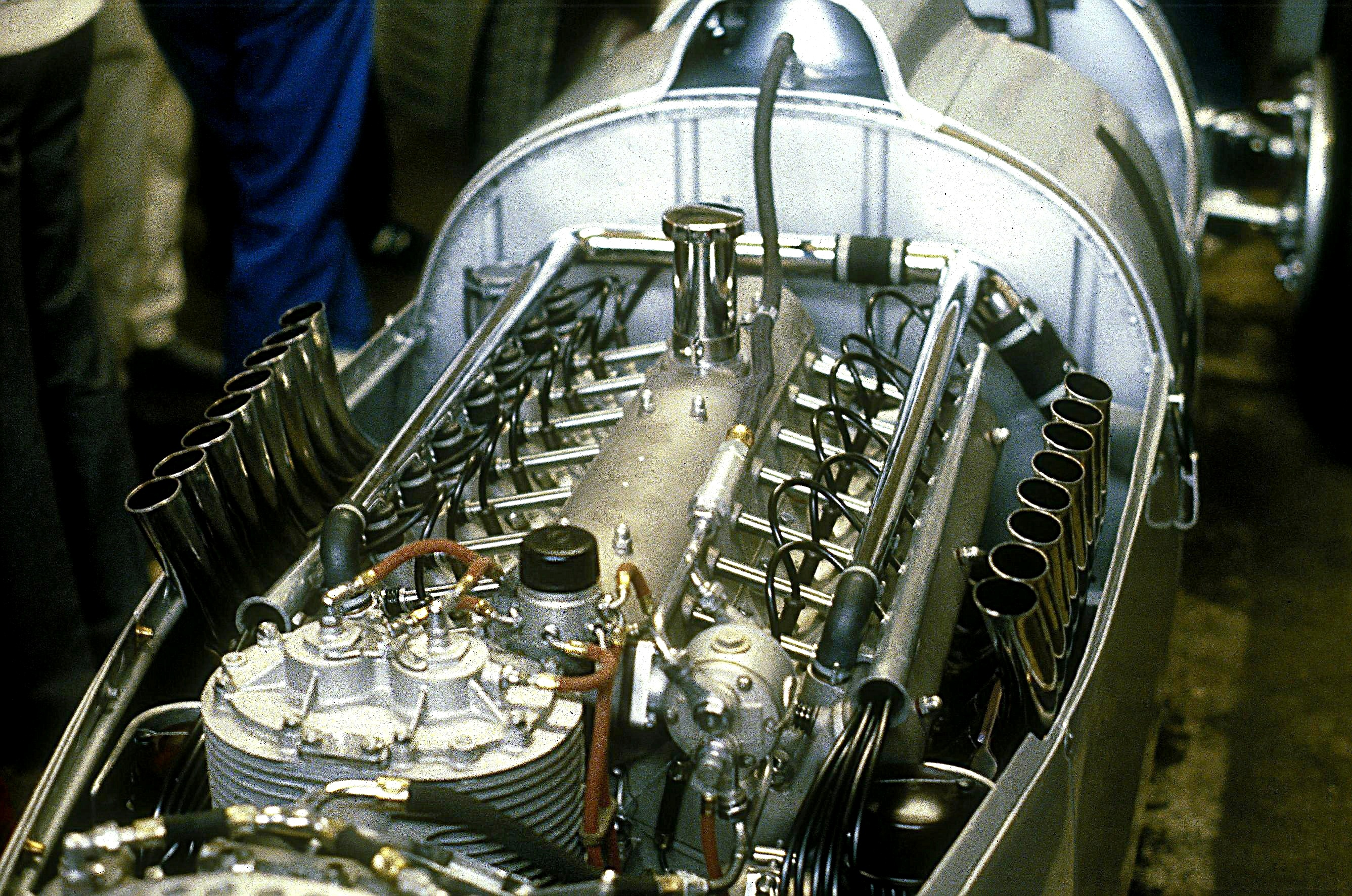
Motore Auto Union Type C.

Il primo utilizzo noto di un V16 nelle corse automobilistiche è stata l'auto Maserati Tipo V4 utilizzata nelle gare di Gran Premio. La Tipo V4 ha debuttato a Monza nel 1929 e ha raggiunto un record mondiale di velocità di 152,8 mph (245,9 km/h) occasione di un evento a Cremona, in Italia.
Alla 500 Miglia di Indianapolis del 1931, un motore V16 costruito su misura fu montato su una "super car" Cord guidata da Shorty Cantlon. La vettura era competitiva, passando dal 26º posto in gara al 3 ° posto, ma è stata rallentata dall'inaffidabilità, ulteriormente aggravata dalla necessità di cambiare tutte e sedici le candele. L'anno successivo, Bryan Saulpaugh ha qualificato la vettura in terza posizione, tuttavia la vettura ha subito una rottura della linea dell'olio al 55 ° giro e la loro gara si è conclusa. Poco dopo la gara, il V16 è stato rimosso e sostituito con un convenzionale motore a quattro cilindri Miller.
Le auto da Gran Premio a motore centrale Auto Union Type A, Type B e Type C dal 1933 al 1938 erano alimentate da 4,4 L (269 cu in) motori. A causa di una modifica delle regole nel 1938, questi furono sostituiti da un motore V12 per l'auto da corsa di tipo D. Prima di questa modifica della regola, l'Alfa Romeo Tipo 316 gareggiò al Gran Premio di Tripoli del 1938 alimentata da un motore V16 di 60 gradi.
L'unico utilizzo noto di un motore V16 nell'era successiva alla seconda guerra mondiale è il motore V16 British Racing Motors (BRM) utilizzato nelle corse di Formula 1 dal 1950 al 1955. Il motore aveva un design sovralimentato da 1,5 litri, che non ha avuto successo nonostante la sua elevata potenza. Ufficialmente, produceva 555 CV (410 kW) ma probabilmente erano intorno ai 615 CV (450 kW) . L'auto era difficile da guidare, a causa della fascia di potenza che si trovava in una gamma ristretta e ad alti RPM.
Oggi, l'unico esempio di motore V16 presente è la Bugatti Tourbillon, che, oltre a montare questo tipo di motore, un aspirato da 8.3 L da 1000 cavalli, ha il supporto di quattro motori elettrici più piccoli da 200 cavalli ognuno, arrivando ad una potenza di 1800 cavalli

## Applicazioni marine e ferroviarie

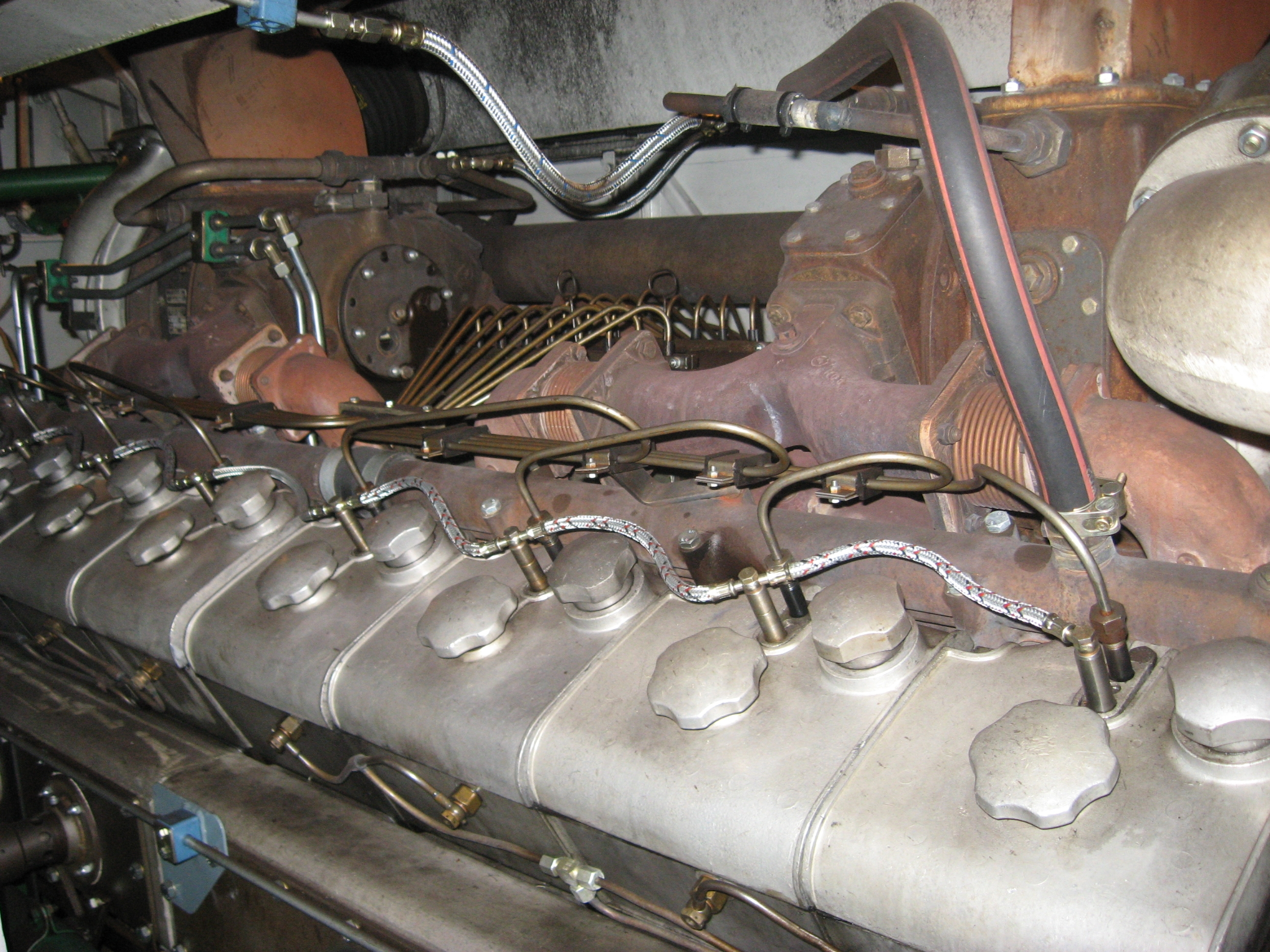
Motore Tampella MGO in una locomotiva VR Class Dv12

La configurazione V16 viene utilizzata anche in diversi motori diesel di grossa cilindrata utilizzati come motori marini o nelle locomotive ferroviarie. Ciò è dovuto ai produttori che spesso progettano un motore considerando una cilindrata fissa per cilindro, quindi aggiungono ulteriori cilindri al progetto fino a ottenere la potenza richiesta. Ad esempio, la gamma di motori Electro-Motive Diesel 710 utilizza una cilindrata di 11,6 litri per cilindro, con la versione a 16 cilindri (chiamata EMD 16-710) che ne produce oltre 4360 CV (3,2 MW) .
GE Transportation Systems produce i motori a quattro tempi della Serie 7FD (utilizzati in applicazioni marine, locomotive e fisse), che hanno una cilindrata di 10,9 litri per cilindro e può produrre oltre 4460 CV (3,3 MW) . GE produce anche il GEVO-16, che ne produce oltre 6085 CV (4,47 MW) .
Un altro motore diesel V16 è il Wärtsilä 46F, che ne produce oltre 26000 CV (19,2 MW) a 600 giri/min.
Nel Regno Unito dal 1947 in poi, la English Electric Diesel Engineers ha sviluppato un motore V16 per uso ferroviario e marittimo basato sulla sua serie K di 10" di alesaggio x 12" di corsa (254 mm x 305 mm) degli anni '30, in particolare utilizzato nelle locomotive British Railways classe 40 e 50 con potenza compresa tra 2000 e 3000 CV (1492-2238 kW) a velocità comprese tra 600 e 900 giri/min. Anche questo motore deriva da una serie basata su una cilindrata fissa di 15,4 litri per cilindro, dando al V16 una capacità totale di 246,4 litri.
Un altro produttore degno di nota che ha offerto la configurazione V16 è stata la Detroit Diesel Corporation, in particolare nei motori diesel a 2 tempi serie 71, 92 e 149, con una potenza che varia da circa 650 a oltre 2400 CV (485-1790 kW) a velocità superiori a 2000 giri/min nelle gamme inferiori. Ancora una volta questi motori erano basati su parti comuni (la designazione numerica è la dimensione del cilindro in pollici cubi) e venivano utilizzati per applicazioni marittime, come generatori e fuoristrada. La natura modulare dei motori ha fatto sì che la configurazione V16 fosse costruita mettendo insieme 2 blocchi motore V8 e il ciclo a 2 tempi offriva un'eccellente potenza in rapporto al peso, con il 16V149 in grado di eguagliare l'uscita di 4- motori da corsa.
Fairbanks Morse produceva i seguenti motori diesel V16, FM | ALCO 251F, FM | COLT-PIELSTICK PA6B STC, FM | COLT-PIELSTICK PC2.5 STC, FM | MAN 28 / 33D STC, FM | MAN 32 / 44CR, FM | MAN 48/60 CR e FM | MAN 175D.

## Applicazioni per aeromobili

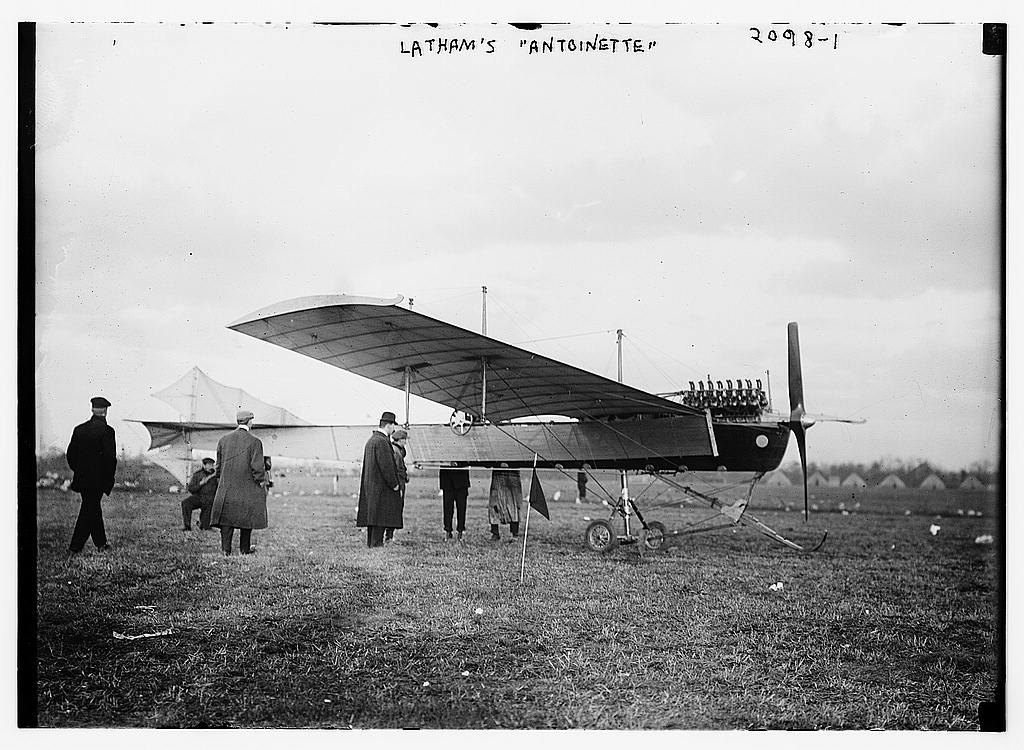
Velivolo sperimentale Antoniette VII

La versione del 1910 dell'Antoinette VII era alimentata da un motore V16 e gareggiò nella Gordon Bennett Cup del 1910 negli Stati Uniti. I dirigibili Hindenburg degli anni '30 erano alimentati ciascuno da quattro motori diesel Daimler-Benz DB 602 V16. Nella prima metà del 20 ° secolo, diversi prototipi di velivoli utilizzavano motori V16, tra cui:
- Prototipo del 1907 progettato dall'ingegnere Antoinette Léon Levavasseur .
- Duesenberg sviluppò un motore V16 per l'uso su aerei militari a metà degli anni '10, tuttavia la prima guerra mondiale terminò prima che il motore venisse testato su un aereo.[13]
- Il motore Chrysler IV-2220 V16 invertito iniziò lo sviluppo nel 1939, quando Chrysler fu incaricato dal governo degli Stati Uniti di creare un nuovo motore da utilizzare negli aerei da combattimento. Il motore risultante è stato valutato a 2550 CV (1900 kW), tuttavia ci sono voluti fino a giugno 1945 perché il motore fosse in uno stato pronto per il test. Un motore prototipo è stato installato in un P-47 Thunderbolt (designato come XP-47H ),[14] che ha raggiunto una velocità massima di 811 km/h . La seconda guerra mondiale si è conclusa poco dopo i test, quindi lo sviluppo del motore è cessato.